# Чжоу Веньцзюй
Чжоу Веньцзюй (*周文矩, 917 —975) — китайський художник часів династій Південна Тан та Сун.

## Життєпис
Народився у м. Цзужун (сучасна провінція Цзянсу). Свою кар'єру Чжоу почав при Лі Цзині, володареві династії Південна Тан. До періоду правління Лі Цзин відноситься згадка імені художника у зв'язку з підношенням імператору картини «Південна садиба», яка отримала схваленя. У 961 році після заснування новим правителем Лі Юєм академії, членом якої став Чжоу Веньцзюй, отримавши ранг дайчжао («чекаючий імператорських вказівок»). Після падіння династії Південна Тан перейшов на службу до володарів династії Сун.

## Творчість

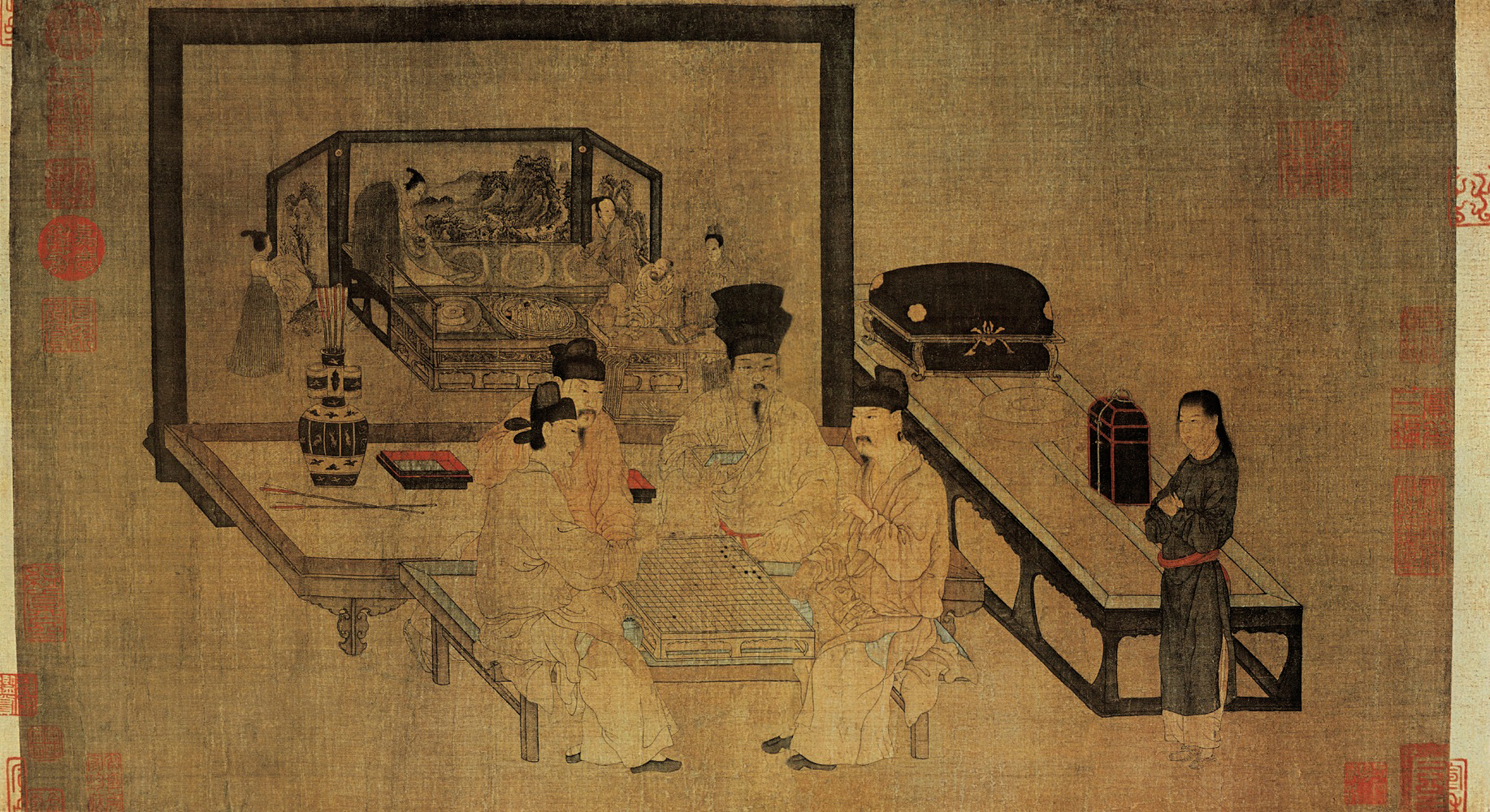
«Гравці в вейці перед подвійною ширмою»

Був майстром зображення у зображені побутових сценок. Чжоу Веньцзюй був майстром зображення інтер'єрів. Поряд з портретами освічених жінок, це було його другою головною спеціалізацією. Серед нечисленних його творів, що дійшли до тепер, є невеликий (40х70см) сувій «Гравці в вейці перед подвійною ширмою». Його стиль багато в чому близький Чжоу Фану, але відрізняється більшою вишуканістю в передачі тендітної краси. Усього з доробку Чжоу Веньцзюя відомо 12 картин.